# Великохатько Федір Данилович
Великохатько Федір Данилович (1894—1987) — український зоолог, педагог, фахівець у галузі іхтіології, перший завідувач Кафедри зоології Ніжинського університету.

## Біографія

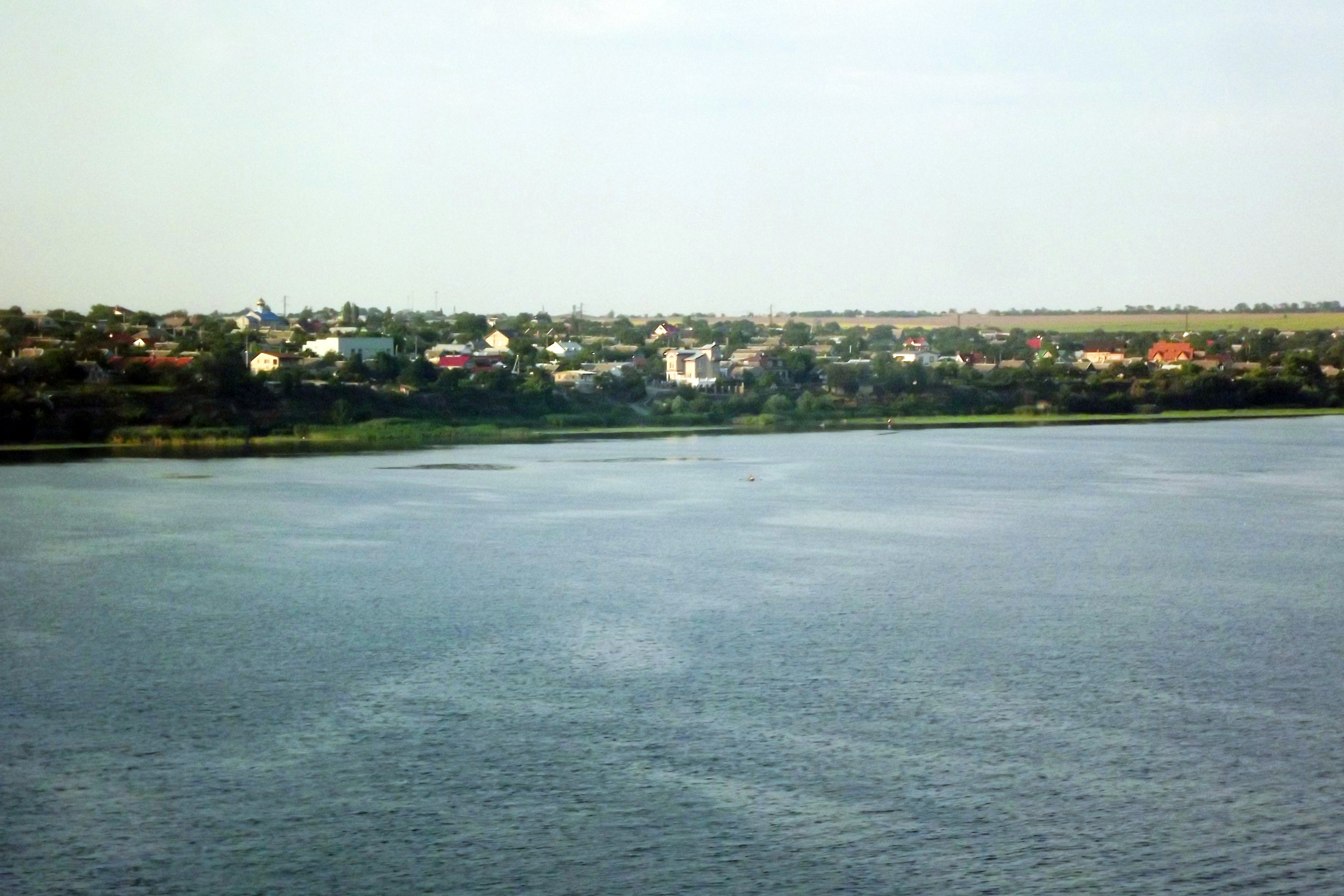
Вигляд на селище з мосту через Дніпро: така природа і велика вода напевно вплинули на вибір Велиохатьком спеціалізації в біології: він стан відомим дослідником риб.

Народився 23.04.1894 в с. Антонівка Миколаївського повіту Херсонської губернії, нині смт Антонівка Херсонської області.
У 1920-х рр. завідував школою у с. Саварка в Богуславському районі Київської області.
Працював на кафедрах зоологічного спрямування у Білій Церкві (друга половина 1920-тих років), Ніжині (перша половина 1930-тих років), Херсоні (друга половина 1930-тих років), Чернівцях (початок 1940-тих років). Емігрував під час ІІ СВ до Південної Америки, де продовжив наукову та педагогічну роботу.
У 1960-х роках видав у Мюнхені працю про організацію науки в СРСР та проблеми, яких зазнавали науковці за сталінського режиму.
Помер 02.05.1987 в м. Сан-Паулу, Бразилія.

## Наукові праці
- Птахи Білоцерківщини. — Біла Церква, 1927.
- Про деяких рідких птахів Білоцерківщини // Зб. ВУАН. — 1929. — Ч. 7.
- Риби Білоцерківщини. Біла Церква, 1929.
- Лещ Днепра и Буга, его промысел и увеличение запасов // ЗЖ. — 1941. — № 1.
- Дмитро Загул // Пороги. — Буенос-Айрес, 1951. — № 23–24 (передрук — Укр. думка. Лондон, 1981, 29 січ., 26 лют.).
- Захист дисертації в країні соціялізму // Сучасність. — 1966. — № 5.